# Ливан на зимних Олимпийских играх 2014
Ливан принимал участие в зимних Олимпийских играх 2014 года, которые проходили в Сочи, Россия с 7 по 23 февраля 2014 года. Сборная была представлена двумя горнолыжниками — мужчиной и женщиной.

## Состав и результаты

### Горнолыжный спорт
Спортсменов — 2
В соответствии с квотами FIS, опубликованными 20 января 2014, Ливан квалифицировал на Олимпиаду двух атлетов.
Мужчины
| Соревнование      | Спортсмены   | 1 спуск | 1 спуск | 2 спуск | 2 спуск | Всего   | Место |
| Соревнование      | Спортсмены   | Время   | Место   | Время   | Место   | Всего   | Место |
| ----------------- | ------------ | ------- | ------- | ------- | ------- | ------- | ----- |
| Гигантский слалом | Алекс Мохбат | 1:38,96 | 75      | 1:38,89 | 69      | 3:17,85 | 69    |
| Слалом            | Алекс Мохбат | 1:03,77 | 75      | 1:18,02 | 42      | 2:21,79 | 42    |

Женщины
| Соревнование | Спортсмены | 1 спуск | 1 спуск | 2 спуск | 2 спуск | Всего   | Место |
| Соревнование | Спортсмены | Время   | Место   | Время   | Место   | Всего   | Место |
| ------------ | ---------- | ------- | ------- | ------- | ------- | ------- | ----- |
| Слалом       | Жаки Шамун | 1:16,05 | 58      | 1:12,69 | 48      | 2:28,74 | 47    |